# Yōhei Fukumoto
Yōhei Fukumoto (jap. 福元 洋平 Fukumoto Yōhei; ur. 12 kwietnia 1987) – japoński piłkarz.

## Kariera klubowa
Od 2005 roku występował w klubach Oita Trinita, Gamba Osaka, JEF United Ichihara Chiba i Tokushima Vortis.

## Kariera reprezentacyjna
W 2007 roku Yōhei Fukumoto zagrał na Mistrzostwach Świata U-20.